# Krzysztof Rostański
Krzysztof Rostański (ur. 16 października 1930 w Suchedniowie, pow. skarżyski, woj. świętokrzyskie, zm. 27 grudnia 2012 w Katowicach) – polski botanik, profesor nauk przyrodniczych, profesor zwyczajny w Uniwersytecie Śląskim w Katowicach, prodziekan Wydziału Biologii i Ochrony Środowiska w latach 1984–1987, kierownik Katedry Botaniki Systematycznej UŚl w latach 1977–2004, przewodniczący Oddziału Śląskiego Polskiego Towarzystwa Botanicznego. Specjalista w zakresie taksonomii roślin, znawca rodzaju wiesiołek (Oenothera L.). Ojciec historyka Tadeusza Rostańskiego, botanika Adama Rostańskiego oraz architekta Krzysztofa Rostańskiego. Mąż lwowianki, Wandy z Lipińskich Rostańskiej.

## Życiorys
Krzysztof Rostański urodził się w rodzinie nauczycielskiej, jako czwarty syn Tadeusza i Krystyny Rostańskich. Był jednym z sześciorga rodzeństwa: Stanisław (ur. 1922), Tadeusz (1924–1999), Feliks (1926–2005), Andrzej (ur. 1939), Maria (ur. 1943). Okres wojenny spędził z rodzicami na ziemi świętokrzyskiej. Po wojnie przeniósł się wraz z rodziną na Górny Śląsk, do Michałkowic. W 1949 ukończył III Liceum Ogólnokształcące im. Adama Mickiewicza w Katowicach. Studia rozpoczął w 1949 na Uniwersytecie Mikołaja Kopernika. Po 3 latach uzyskał dyplom studiów biologicznych I stopnia. Studia magisterskie II stopnia odbył na Wydziale Nauk Przyrodniczych Uniwersytetu Wrocławskiego, gdzie specjalizował się w zakresie botaniki systematycznej w Katedrze Morfologii i Systematyki Roślin. Tu po uzyskaniu dyplomu magistra w 1954 podjął pracę w charakterze asystenta. Po roku pracy awansował na stanowisko starszego asystenta, a następnie został kustoszem Zielnika Instytutu Botaniki Uniwersytetu Wrocławskiego. Stopień naukowy doktora nauk przyrodniczych uzyskał w 1964, na podstawie rozprawy poświęconej wiesiołkowi pt. Badania taksonomiczne nad gatunkami rodzaju Oenothera L. z podrodzaju Euoenothera pod kierunkiem prof. dr Anieli Krawiecowej. Stopień naukowy doktora habilitowanego otrzymał w 1972 na podstawie rozprawy pt. Taksonomia i geograficzne rozmieszczenie gatunków rodzaju Valeriana w Polsce i na sąsiednim terenie ZSRR na Wydziale Nauk Przyrodniczych Uniwersytetu Wrocławskiego. Tytuły naukowe profesora nadzwyczajnego (1983) oraz profesora zwyczajnego (1992) otrzymał będąc pracownikiem Uniwersytetu Śląskiego w Katowicach.
Od 1971 związany z Instytutem Biologii (późniejszym Wydziałem Biologii i Ochrony Środowiska) Uniwersytetu Śląskiego w Katowicach, gdzie przepracował 34 lata. Początkowo pracował jako adiunkt w Zakładzie Botaniki, a następnie w Katedrze Systematyki i Geografii Roślin, kierowanymi przez prof. dr hab. Floriana Celińskiego, a od 1977, jako kierownik nowo utworzonej Katedry Botaniki Systematycznej, którą zarządzał do czasu przejścia na emeryturę w 2004, m.in. organizując i prowadząc od 1972 Zielnik Uniwersytetu Śląskiego (KTU). 
Mieszkał na osiedlu (dawn. Osiedle Nowotki) w Katowicach-Józefowcu. Został pochowany na miejscowym cmentarzu przy ul. Józefowskiej.

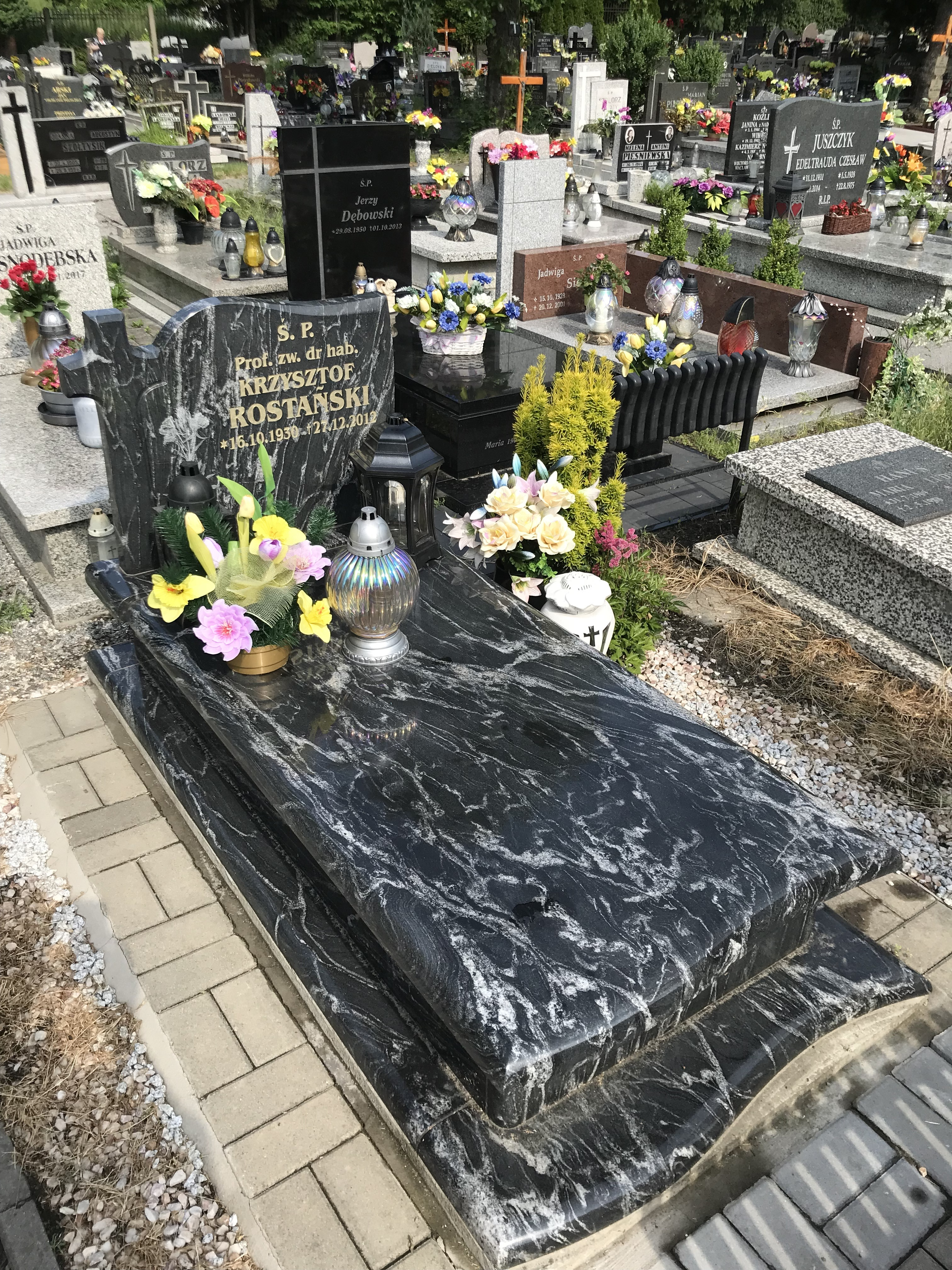
Grób prof. Krzysztofa Rostańskiego na cmentarzu przy ul. Józefowskiej w Katowicach

## Działalność naukowa
Krzysztof Rostański większość swojego zawodowego życia poświęcił roślinom z rodzaju wiesiołek (Oenothera). Pierwszy artykuł poświęcony jednemu z gatunków wiesiołka – wiesiołkowi śląskiemu (Oenothera subterminalis R. R. Gates, syn. O. silesiaca Renner) opublikował w 1959. Był autorem ponad 80 prac poświęconych gatunkom i mieszańcom wiesiołka występującym w Polsce i innych krajach europejskich. Ukoronowaniem badań nad rodzajem Oenothera jest publikacja pt. Evening-Primroses (Oenothera) occurring in Europe – Wiesiołki Oenothera występujące w Europie, która ukazała się drukiem w 2010. Samodzielnie lub wraz ze swoimi współpracownikami opisał 34 gatunki i utrwalone mieszańce taksonomiczne Oenothera, stając się światowym specjalistą od tego rodzaju. Zainteresowania naukowe prof. Rostańskiego obejmowały także taksonomię i geografię roślin, ochronę przyrody, florystykę oraz chorologię roślin. Interesował się również historią botaniki, m.in. przez wiele lat był aktywnym członkiem Sekcji Historii Botaniki Polskiego Towarzystwa Botanicznego. Angażował się w prace krajowych i zagranicznych towarzystw naukowych oraz pracę w redakcjach i radach redakcyjnych czasopism specjalistycznych. 
W trakcie swojej działalności zawodowej (lata 1956–2010) opublikował ponad 200 artykułów naukowych i monografii. Ma też w swoim dorobku świadectwo racjonalizatorskie Akademii Medycznej we Wrocławiu oraz świadectwo współtwórcy odmiany wiesiołka AMAR (2001). Jego dorobek naukowy uzupełniają liczne opracowania popularnonaukowe. W czasie swojej pracy zawodowej uzyskał stypendia zagraniczne oraz odbył długoterminowe staże naukowe, m.in. w Instytucie Botaniki Uniwersytetu w Budapeszcie (Węgry), Instytucie Botaniki im. Komarowa w Leningradzie (ZSRR), Instytucie Botaniki Czechosłowackiej Akademii Nauk w Průhonicach (Czechosłowacja), w Ogrodzie Botanicznym Uniwersytetu w Düsseldorfie (RFN), w Muzeum Botanicznym Uniwersytetu w Lund (Szwecja). Trzykrotnie odbył ekspedycję naukową na Kubę do Ogrodu Botanicznego Uniwersytetu w Hawanie, gdzie w sumie spędził 15 miesięcy, pracując m.in. nad gatunkami z rodzaju Ludwigia. W czasie swoich 44 podróży naukowych zgromadził cenne materiały dokumentacyjne, które znacząco wzbogaciły kolekcje Zielnika Uniwersytetu Śląskiego.

## Ważniejsze publikacje
- Rostański K. 1959. O występowaniu Oenothera silesiaca Renner na Dolnym Śląsku. Fragm. Flor. Geobot. 6(3): 3–6.
- Rostański K.1965. Gatunki z rodzaju Oenothera L. na Śląsku. Fragm. Flor. Geobot. 11(4):491–497.
- Rostański K. 1966. Die Arten der Gattung Oenothera L. in Ungarn. Acta Bot. Acad. Sci. Hungariae 12 (3–4): 337–349.
- Rostański K. 1969. Die Anwendung der Dendriten-Methode (Wrocław Taxonomie) in der Systematik der Pflanzen am Beispiel der Gattung Oenothera L.. Feddes Repertorium 80(4–6): 373–381.
- Rostański K., Ellis G. 1979. Evening-Primroses (Oenothera L.) in Wales. Nature in Wales 16(4): 238–249.
- Rostański K., Soldano A. 1981. A new Oenothera Species (Sectio Oenothera, Onagraceae) in Central Italy – Una nuova specie di Oenothera (Sezione Oenothera, Onagraceae) in Italia Centrale. Fragm. Flor. Geobot. 27(3): 375–380.
- Rostański K., Forstner W. 1982. Die Gattung Oenothera (Onagraceae) in Österreich. Phyton 22(1): 87–113.
- Rostański K. 1982. The species of Oenothera L. in Britain. Watsonia 14: 1–34.
- Rostański K. 1985. Zur Gliederung der Subsection Oenothera (Sektion Oenothera, Oenothera L. Onagraceae). Feddes Repertorium 96(1–2): 3–14.
- Rostański K. 1991. The Representatives of the Genus Oenothera L. in Portugal. Bol. Socied. Broteriana 44(2a): 5–33.
- Rostański K., Fedajewa W. 1991. Rod Oenothera L. vo flore Niżniego Dona (Ju. Rossija). Acta Biol. Siles. 19(36): 7–15.
- Rostański K., Schnedler W. 1991. Zur derzeitigen Kenntnis der Oenothera-Sippen (Nachtkerzen) in Hessen. Oberhess. Naturw. Zeitschr.: 53–117.
- Rostański K., Deschatres R., Dutartre G., Sornicle R., Jean R. 1994. Floristique du genre Oenothera L., section Oenothera sous-section Euoenothera (Onagraceae) en France. Acta Bot. Gallica 141(6/7): 747–759.
- Jehlík V., Rostański K. 1995. Notes on the Genus Oenothera subsect. Oenothera (Onagraceae) in the Czech Republic. Folia Geobot. Phytotax. 30: 435–444.
- Rostański K. 1999. The collection of the Cuban grasses houses in the Herbarium of the University Katowice (KTU), Poland. Fragm. Flor. Geobot. Suppl. 7: 172–175.
- Rostański K., Tokhtar V.K., Shevera M.W. 1997. Novi dla flory Ukrainy vidy rodu Oenothera L. (Onagraceae). Ukr. Bot. J. 54(2): 2–5.
- Rostański K. 1998. Oenothera. [In:] Wisskirchen R., Haeupler H. (ed.) Standartliste der Farn- und Blütenpflanzen Deutschlands, (pp.: 334–340) Verlag Eugen Ulmer, Stuttgart.
- Rostański K., Witosławski P. 2000. Rozmieszczenie gatunków z rodzaju Oenothera (Onagraceae) w środkowej Polsce. Acta Biol. Siles. 35<52>: 49–77.
- Rostański K. 2000. Oenothera (L.). [In:] Haeupler H., Muer T. (ed.) Bildatlas der Farn- und Bluetenpflanzen Deutschlands, Verlag Eugen Ulmer, Stuttgart, pp.: 329–339.
- Rostański K., Ramst U. 2001. The distribution of Oenothera L. in Estonia. Eesti Loodusmuuseumi Töid, Tallinn 4: 44–77.
- Rostański K. 2004. Kontrowersje wokół pochodzenia wiesiołka dwuletniego (Oenothera biennis, Onagraceae) w Europie. Fragm. Flor. Geobot. Polonica, Suppl. 6: 53–57, 2004.
- Rostański K., Dzhus M., Gudžinskas Z., Rostański A., Shevera M., Šulcs V., Tokhtar V. 2004. The Genus Oenothera L. in Eastern Europe. W. Szafer Institute of Botany Pol. Acad. Sc., Kraków. (pp. 1–133).
- Rostański K. 2006. The occurring of Oenothera species in Scandinavia. Biodiv.Res. Conserv. 1–2: 64–68.
- Rostański K. 2007. Three new species of Oenothera from the Nordic Countries. Ann. Bot. Fennici 44: 393–396.
- Rakaj M., Rostański K. 2009. New species of the genus Oenothera L. from coasts of the Albania and Montenegro. Natura Montenegrina 8(3): 163–171.
- Rostański K., Rostański A., Gerold-Śmietańska I., Wąsowicz P. 2010. Evening-Primrose (Oenothera) occurring in Europe. W.Szafer Institute of Botany, Polish Academy of Science, Kraków. (pp.1–159).
- Rostański K., Karlsson T. 2010. Oenothera L. [In:] Jonsell B., Karlsson T. (eds.) Flora Nordica 6: 132–148, Stockholm.
- Rostański K. & Gutte P. 2011. Oenothera L. [In:] Jäger E.J. (ed.) Rothmaler – Exkursionsflora von Deutschland 20. Auflage. Gefäßpflanzen: Grundband. Spektrum Akademischer Verlag. (pp. 944).
- Rostański K., Rostański K.M. 2003. Atlas i klucz. Drzewa i krzewy. Wyd. 4, Wydawnictwo Kubajak, Krzeszowice (pp. 1–215).
- Rostański K. 2003. Wykłady z botaniki systematycznej. Wyd. 3. Wydawnictwo Uniwersytetu Śląskiego, Katowice (pp. 1–133).

## Wyróżnienia i nagrody
Za swe liczne dokonania naukowe, popularyzatorskie i edukacyjne Krzysztof Rostański był wielokrotnie uhonorowany nagrodami Ministra Nauki, Szkolnictwa Wyższego i Techniki oraz Rektora Uniwersytetu Śląskiego. Został odznaczony Krzyżem Oficerskim i Krzyżem Kawalerskim Orderu Odrodzenia Polski, Złotym Krzyżem Zasługi, Złotą Odznaką za Zasługi dla Ochrony Środowiska i Gospodarki Wodnej. Za popularyzowanie badań botanicznych otrzymał medal im. Bolesława Hryniewieckiego przyznawany przez Polskie Towarzystwo Botaniczne, a za zasługi dla szkolnictwa wyższego – Medal Komisji Edukacji Narodowej. Polskie Towarzystwo Botaniczne, którego był członkiem od 1956, nadało mu także członkostwo honorowe.